# Pásovec štíhlý
Pásovec štíhlý (Chaetophractus vellerosus) je druh pásovce z čeledi pláštníkovití (Chlamyphoridae), který se vyskytuje v severní Argentině, jižní Bolívii, severním Paraguayi a částečně i Chile. 

## Systematika
Za formální autoritu druhu se považuje John Edward Gray, který druh popsal v roce 1865 jako Dasypus vellerosus.

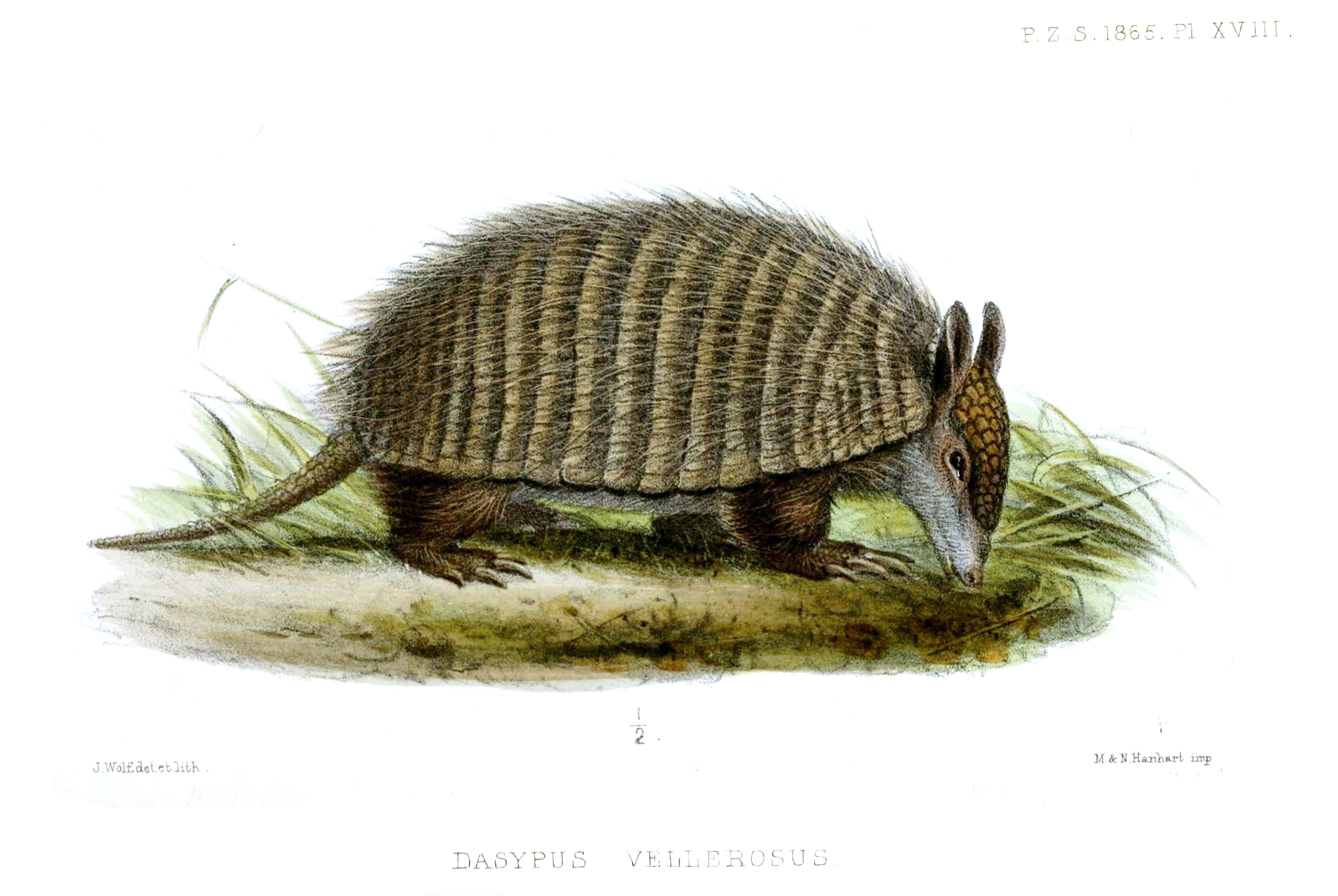
Ilustrace pásovce štíhlého od Josepha Wolfa z roku 1865, která doprovázela Grayův popis druhu

Moderní taxonomie pásovce štíhlého zařazuje do rodu Chaetophractus, do kterého se podle staršího systému řadí ještě pásovec štětinatý (Chaetophractus villosus) a pásovec bolivijský (Chaetophractus nationi). Morfologické a genetické analýzy z let 2015–2016 však ukázaly, že mezi pásovcem štíhlým a pásovcem bolivijským nejsou dostatečné rozdíly na to, aby byl pásovec bolivijský považován za samostatný druh. Taxon Chaetophractus nationi byl tak synonymizován s Chaetophractus vellerosus.

## Výskyt
Pásovec štíhlý se vyskytuje v severní Argentině, jižní Bolívii, severním Paraguayi a částečně i Chile. Malá, geograficky izolovaná populace se nachází v zálivu Samborombón v provincii Buenos Aires při atlantském pobřeží. Pásovec bolivijský se vyskytoval ve vysokých nadmořských výškách do 4600 m n. m. v Bolívii, Chile a Argentině, takže po jeho zahrnutí do pásovce štíhlého se areál rozšíření druze jmenovaného rozrostl i o toto vysokohorské prostředí. Habitat druhu tvoří velmi suchá až polosuchá stanoviště nížinaté i vysokohorské písčité a travnaté krajiny. Vzhledem k tomu, že pásovec štíhlý s oblibou vyhrabává nory v písku, nevyskytuje se na kamenitých stanovištích.

## Popis
Pásovec štíhlý měří bez ocasu kolem 25–26 cm, ocas je dlouhý kolem 11 cm. Ušní boltce jsou na pásovce velmi dlouhé, dosahují až 30 mm. Hmotnost těla se pohybuje kolem 800 g. Srst je poměrně dlouhá a pokrývá celé tělo včetně krunýře. Ten se skládá z hlavové, ramenní, hřbetní a křížové části. Ramenní pancíř je jen malý se čtyřmi řadami rohovinových šupin, naopak křížový pancíř je celkem dlouhý s 9–10 šupinnými řadami.

## Biologie

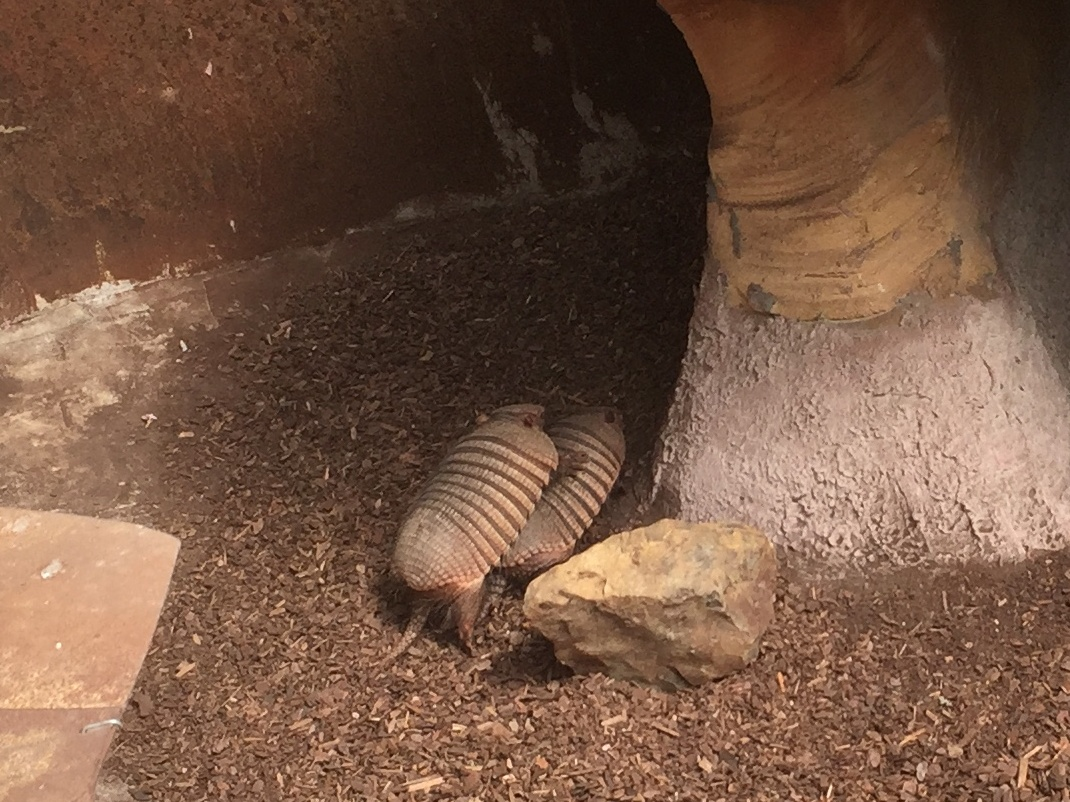
Pár pásovců štíhlých při kopulaci (Zoologická zahrada Pairi Daiza, Belgie)

Jedná se o samotářské zvíře žijící na domovských okrscích o velikosti kolem 1–5 hektarů, v zimě to může být jen 0,2 hektaru. Důležitá je pro něj hlavně přítomnost písčitého stanoviště, kde si může vyhrabat noru.
Doba rozmnožování připadá na léto, přesné načasování se liší podle oblasti. V provincii Buenos Aires to bylo od září do ledna, v Bolívii od listopadu do ledna. Doba gestace je kolem 60 dní. K vrhům dochází v noře, kde samice vrhá jedno až dvě mláďata. Novorozeňata váží kolem 42–44 g, rodí se slepá a jejich oči se začnou otevírat až ve věku 7–10 dní. Mláďata zůstávají v noře po celou dobu a vylézají až v lednu a únoru. K vrhům dochází jen jednou ročně. Živí se všežravě – požírá různé brouky a jejich larvy, rostlinný materiál i menší obratlovce.
Při odchycení pásovec štíhlý vydává hlasitý křik, který byl přirovnán k plačícímu dítěti. Tento pokřik, který slouží jako obrana proti predátorům, pásovci vysloužil v některých jazycích běžné jméno (ve španělštině piche llorón, v angličtině Screaming hairy armadillo, čili řvoucí chlupatý pásovec).

## Ohrožení

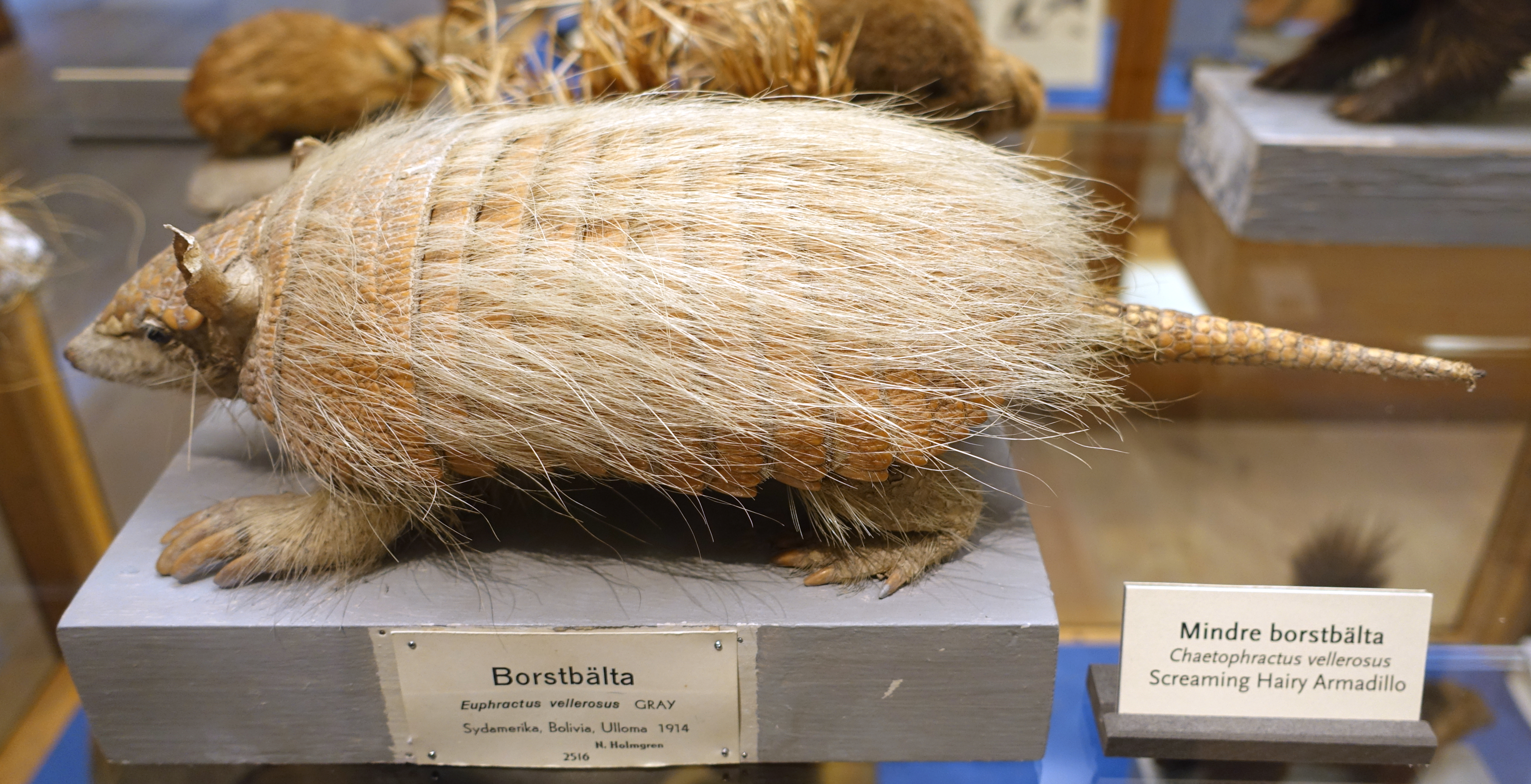
Pásovec štíhlý ve sbírkách Švédského přírodopisného muzea

Mezinárodní svaz ochrany přírody (IUCN) ve své zprávě o vyhodnocení populace pásovce štíhlého z roku 2017 považoval druh za málo dotčený se stabilní populací. Zároveň však přiznával, že tento pásovec čelí silnému tlaku lovců, kteří pásovce loví na maso (tzv. bushmeat). V Bolívii dochází k lovu pásovce štíhlého (resp. taxonu, který byl původně považován za pásovce bolivijského) pro jeho krunýř, ze kterého se vyrábí mimo jiné tradiční strunný hudební nástroj charango nebo chřastítka matracas (maracas). Z krunýře se vyrábí i různé drobné suvenýry. V zemědělských oblastech je navíc pásovec štíhlý považován za škodnou, takže k jeho lovu může docházet i z těchto důvodů. K dalším hrozbám patří ztráta přirozeného prostředí a srážky s auty.